# 東雲型駆逐艦
東雲型駆逐艦（しののめかたくちくかん）は、大日本帝国海軍の駆逐艦の艦級。第一期海軍拡張計画に基づき、イギリス海軍D級駆逐艦の準同型艦として、明治29年・30年度計画でイギリスのソーニクロフト社に6隻が発注された。叢雲型（英語: Murakumo-class）とも称される。

## 設計
日本初の駆逐艦として、同じ第一期拡張計画で建造された雷型がヤーロー社のB級駆逐艦の準同型艦であったのに対し、本型はソーニクロフト社のD級駆逐艦の準同型艦とされた。船型は同型と同じく乾舷の低い平甲板型・2本煙突艦とされ、艦首が波浪に突っ込んだときに海水をすくい上げないように、水はけの良い亀甲型（タートルバック）とされたのも同様である。なお、舵は従来と同様の半釣合舵で、舵頭が海面上に露出していたことから、抗堪性の面で問題が指摘されており、続く暁型以降は改正が図られた。艦橋の狭さを補うため、前部マストの前方には操舵所が別に設けられていた。
ボイラーはソーニクロフト式の石炭専焼式水管ボイラーだが、これはトラブルが起きやすかったと伝えられている。蒸気性状は圧力15.5 kgf/cm2 (220 lbf/in2)、飽和温度であった。主機関は直立式3段膨張4気筒レシプロ蒸気機関とされた。
兵装は、雷型と同じく原型となったイギリス駆逐艦の構成が踏襲されており、艦砲としては40口径7.6cm砲（安式十二斤速射砲）1門と40口径5.7cm砲（保式六斤速射砲）5門が搭載された。7.6cm砲は上甲板後端、5.7cm砲は司令塔上に1門と上甲板両舷に2門ずつが設置された。また後に、司令塔上の5.7cm砲を7.6cm砲に換装するとともに、舷側の5.7cm砲も砲盾なしの山内式に換装された。
また魚雷については、上甲板後部の中心線上に2個の旋回台を設け、これに人力旋回式の45cm魚雷発射管を1門ずつ設置した。

## 同型艦
全艦が日露戦争に参戦、日本海海戦にも参加している。

### 東雲（しののめ）
発注時の艦名は第三号水雷艇駆逐艇。1899年（明治32年）2月1日、イギリス・ソーニクロフト社で竣工。同年4月1日、横須賀に到着。1913年（大正2年）7月20日、淡水から馬公に回航の途中、安平港北西沖で暴風のため座礁。同年7月23日、船体切断し沈没。同年8月6日、除籍。同年11月29日、沈没のまま売却。

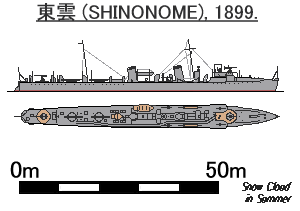
東雲型駆逐艦艦型図

### 叢雲（むらくも）
発注時の艦名は第四号水雷艇駆逐艇。1898年（明治31年）12月29日、イギリス・ソーニクロフト社で竣工。翌年4月23日、横須賀に到着。1919年（大正8年）4月1日、雑役船（潜水艇母船兼掃海船）に指定、叢雲丸と改称。1920年（大正9年）7月1日、特務艇（二等掃海艇）に編入され、叢雲に再改称。1922年（大正11年）4月1日、再度雑役船（標的船）に編入。1925年（大正14年）3月12日、廃船認許。同年6月4日、千葉県洲崎灯台沖で実艦標的として撃沈処分。

### 夕霧（ゆうぎり／ゆふぎり）
発注時の艦名は第七号水雷艇駆逐艇。1899年3月10日、イギリス・ソーニクロフト社で竣工。同年6月22日、横須賀に到着。1919年4月1日、雑役船（潜水艇母船兼掃海船）に指定、夕霧丸と改称。1920年（大正9年）7月1日、特務艇（二等掃海艇）に編入され、夕霧に再改称。1922年（大正11年）4月1日、再度雑役船（標的船）に編入。1924年（大正13年）3月14日、廃船認許。

### 不知火（しらぬい／しらぬひ）
発注時の艦名は第八号水雷艇駆逐艇。1899年5月13日、イギリス・ソーニクロフト社で竣工。同年11月10日、横須賀に到着。1922年（大正11年）4月1日、特務艇（二等掃海艇）に編入。1923年（大正12年）6月30日、二等掃海特務艇に類別変更。同年8月1日、雑役船（運貨船）に編入され、公称第2526号に改称。1925年2月25日、廃船認許。

### 陽炎（かげろう／かげろふ）
発注時の艦名は第九号水雷艇駆逐艇。1899年10月31日、イギリス・ソーニクロフト社で竣工。翌年3月14日、佐世保に到着。1922年4月1日、雑役船（曳船兼交通船）に編入。1924年（大正13年）10月8日、廃船認許。

### 薄雲（うすぐも）
発注時の艦名は第十号水雷艇駆逐艇。1900年（明治33年）2月1日、イギリス・ソーニクロフト社で竣工。同年5月14日、鹿児島に到着。1922年4月1日、特務艇（二等掃海艇）に編入。1923年（大正12年）6月30日、二等掃海特務艇に類別変更。同年8月1日、雑役船（運貨船）に編入、同時に公称第2525号に改称。1925年2月25日、廃船。同年4月29日、伊豆大島沖で実艦標的として撃沈処分。